# ابلی سفلی
ابلی سفلی یک روستا در ایران است که در دهستان سنجبد غربی واقع شده‌است. ابلی سفلی ۱۳۲ نفر جمعیت دارد.